# أمينة ديساي
أمينة ديساي (بالإنجليزية: Amina Desai)‏ هي سيدة أعمال جنوب أفريقية، ولدت في 1920، وتوفيت في 10 يونيو 2009.